# Eingeschränkte Alltagskompetenz
Eingeschränkte Alltagskompetenz war ein Begriff aus dem Recht der deutschen sozialen Pflegeversicherung. Wegen ihres erheblichen Bedarfs an allgemeiner Beaufsichtigung und Betreuung hatten Versicherte mit einer eingeschränkten Alltagskompetenz einen Anspruch auf besondere Betreuungsleistungen, zusätzliche Pflegeleistungen und häusliche Betreuung.
Mit dem Zweiten Pflegestärkungsgesetz ist der Begriff der eingeschränkten Alltagskompetenz entfallen. Solche Verrichtungen werden nunmehr unmittelbar bei der Feststellung der neu eingeführten Pflegegrade berücksichtigt.

## Definition
Eine eingeschränkte Alltagskompetenz lag vor, wenn der Versicherte auf Grund von demenzbedingten Fähigkeitsstörungen, einer geistigen Behinderung oder von psychischen Erkrankungen in der Ausführung der Aktivitäten des täglichen Lebens auf Dauer beeinträchtigt war und deshalb regelmäßig und dauerhaft beaufsichtigt und betreut werden musste. Es kam nicht darauf an, ob im Übrigen die Voraussetzungen für die Einstufung in eine Pflegestufe erfüllt waren.

## Hintergrund
Bei der Feststellung einer Pflegebedürftigkeit wurde nur derjenige Hilfebedarf berücksichtigt, den pflegebedürftige Menschen bei den gesetzlich festgelegten Verrichtungen des täglichen Lebens in Form von Grundpflege und hauswirtschaftlicher Versorgung benötigen. Keine Berücksichtigung fanden dagegen Hilfebedarfe in Form von nicht auf Verrichtungen im Ablauf des täglichen Lebens bezogene, allgemeine Beaufsichtigung und Betreuung.
Um diesem Missstand abzuhelfen, wurde zum 1. Januar 2002 bei häuslicher Pflege ein Anspruch für Pflegebedürftige mit einem erheblichen Bedarf an allgemeiner Beaufsichtigung und Betreuung auf zusätzliche Betreuungsleistungen nach § 45b SGB XI eingeführt.
Zum 1. Juli 2008 wurde der Leistungsanspruch auch auf Pflegebedürftige ausgedehnt, deren Pflegebedürftigkeit nicht als erheblich eingestuft wurde („Pflegestufe 0“).
Seit dem 1. Januar 2013 hatten Versicherte mit eingeschränkter Alltagskompetenz auch Anspruch auf zusätzliche Pflegeleistungen nach § 123 SGB XI und auf häusliche Betreuung nach § 124 SGB XI.
Sie waren nach § 119b Abs. 1 SGB V seit dem 1. April 2014 berechtigt, die besondere Betreuung von pflegebedürftigen Versicherten in der zahnärztlichen Versorgung in stationären Pflegeeinrichtungen in Anspruch zu nehmen, wenn diese einem zahnärztlich-pflegerechtlichen Kooperationsvertrag zwischen Pflegeheim und Kooperationszahnarzt beigetreten sind.

## Verfahren zur Feststellung der eingeschränkten Alltagskompetenz
Wie die Pflegebedürftigkeit wurde auch die eingeschränkte Alltagskompetenz im Rahmen eines Hausbesuchs durch Gutachter der Medizinischen Dienste der Krankenversicherung (MDK) oder durch andere von der Pflegekasse beauftragte Gutachter festgestellt. Für Privatpatienten war die Firma Medicproof zuständig; die Knappschaft hatte ihre eigenen Gutachter. Das Begutachtungsverfahren gliederte sich in zwei Teile, ein Screening und ein Assessment.

### Screening
Die bei der Befunderhebung aufgedeckten Schädigungen, Beeinträchtigungen der Aktivitäten und Ressourcen wurden im Rahmen eines Screenings mit dem Ziel ausgewertet, ob ein Assessmentverfahren durchzuführen ist. Dabei wurde der spezifische Hilfebedarf in den Bereichen
- Orientierung
- Antrieb/Beschäftigung
- Stimmung
- Gedächtnis
- Tag-/Nachtrhythmus
- Wahrnehmung und Denken
- Kommunikation/Sprache
- Situatives Anpassen
- Soziale Bereiche des Lebens wahrnehmen

erfasst und als auffällig oder unauffällig bewertet.
Ein darauf folgendes Assessment wurde durchgeführt, wenn mindestens in einem Bereich eine Auffälligkeit bestand, die auf demenzbedingte Funktionsstörungen, geistige Behinderung oder psychische Erkrankung zurückzuführen war und hieraus ein regelmäßiger und dauerhafter Beaufsichtigungs- und Betreuungsbedarf resultierte.

### Assessment
Durch das Assessment erfolgte anhand der 13 Items des § 45a Abs. 2 SGB XI a. F. die Bewertung, ob die Einschränkung der Alltagskompetenz auf Dauer erheblich ist, indem ein regelmäßiger und dauerhafter Beaufsichtigungs- und Betreuungsbedarf besteht. Dabei werden krankheits- oder behinderungsbedingte kognitive Störungen sowie Störungen des Affekts und des Verhaltens erfasst. Folgende Items waren vorgegeben:
1. Unkontrolliertes Verlassen des Wohnbereiches (Weglaufende)
2. Verkennen oder Verursachen gefährdender Situationen
3. Unsachgemäßer Umgang mit gefährlichen Gegenständen oder potenziell gefährdenden Substanzen
4. Tätlich oder verbal aggressives Verhalten in Verkennung der Situation
5. Im situativen Kontext inadäquates Verhalten
6. Unfähigkeit, die eigenen körperlichen und seelischen Gefühle oder Bedürfnisse wahrzunehmen
7. Unfähigkeit zu einer erforderlichen Kooperation bei therapeutischen oder schützenden Maßnahmen als Folge einer therapieresistenten Depression oder Angststörung
8. Störungen der höheren Hirnfunktionen (Beeinträchtigungen des Gedächtnisses, herabgesetztes Urteilsvermögen), die zu Problemen bei der Bewältigung von sozialen Alltagsleistungen geführt haben
9. Störung des Tag-/Nacht-Rhythmus
10. Unfähigkeit, eigenständig den Tagesablauf zu planen und zu strukturieren
11. Verkennen von Alltagssituationen und inadäquates Reagieren in Alltagssituationen
12. Ausgeprägtes labiles oder unkontrolliert emotionales Verhalten
13. Zeitlich überwiegend Niedergeschlagenheit, Verzagtheit, Hilflosigkeit oder Hoffnungslosigkeit aufgrund einer therapieresistenten Depression

### „Erheblich eingeschränkte Alltagskompetenz“
Eine erheblich eingeschränkte Alltagskompetenz lag vor, wenn im Assessment wenigstens bei zwei Items ein „Ja“ angegeben wird, davon mindestens einmal bei einem Item aus einem der Bereiche 1 bis 9.

### „In erhöhtem Maße eingeschränkte Alltagskompetenz“
Eine in erhöhtem Maße eingeschränkte Alltagskompetenz lag vor, wenn die für die „erheblich eingeschränkte Alltagskompetenz“ maßgeblichen Voraussetzungen erfüllt sind und zusätzlich bei mindestens einem weiteren Item aus einem der Bereiche 1, 2, 3, 4, 5, 9 oder 11 ein „Ja“ angegeben wird.

## Leistungen für Versicherte mit erheblich eingeschränkter Alltagskompetenz

### Zusätzliche Betreuungsleistungen nach § 45b SGB XI
- Pflegebedürftige der Pflegestufen I bis III und Versicherte, die einen Hilfebedarf im Bereich der Grundpflege und hauswirtschaftlichen Versorgung haben, die nicht das Ausmaß der Pflegestufe I erreichen (sogenannte Pflegestufe 0), hatten Anspruch auf
  - Kostenersatz bei Inanspruchnahme zusätzlicher Betreuungsleistungen in Höhe von 104 Euro monatlich (Grundbetrag) oder 208 Euro monatlich (erhöhter Betrag) je nach Umfang des Hilfebedarfs auf Grund der Schädigungen und Fähigkeitsstörungen (§ 45a SGB XI)

### Zusätzliche Pflegeleistungen nach § 123 SGB XI
- Versicherte ohne Pflegestufe hatten je Kalendermonat Anspruch auf
  - Pflegegeld nach § 37 SGB XI in Höhe von 120 Euro oder
  - Pflegesachleistungen nach § 36 SGB XI in Höhe von bis zu 225 Euro oder
  - Kombinationsleistung aus Pflegegeld und Pflegesachleistung nach § 38 SGB XI)
  - Sie können außerdem – wie Pflegebedürftige der Pflegestufen I bis III – Verhinderungspflege (§ 39 SGB XI), Pflegehilfsmittel und Zuschüsse zur Wohnungsanpassung (§ 40 SGB XI) in Anspruch nehmen.

- Für Pflegebedürftige der Pflegestufe I erhöhten sich das
  - Pflegegeld um 70 Euro auf 305 Euro und die
  - Pflegesachleistungen um 215 Euro auf bis zu 665 Euro.

- Für Pflegebedürftige der Pflegestufe II erhöhten sich das
  - Pflegegeld nach um 85 Euro auf 525 Euro und die
  - Pflegesachleistungen nach um 150 Euro auf bis zu 1 250 Euro.

### Leistungen der häuslichen Betreuung nach § 124 SGB XI
Pflegebedürftige der Pflegestufen I bis III sowie Versicherte mit erheblich eingeschränkter Alltagskompetenz erhielten häusliche Betreuungsleistungen in Form von Unterstützung und sonstigen Hilfen im häuslichen Umfeld, insbesondere
- Unterstützung von Aktivitäten im häuslichen Umfeld, die dem Zweck der Kommunikation und der Aufrechterhaltung sozialer Kontakte dienen,
- Unterstützung bei der Gestaltung des häuslichen Alltags, insbesondere Hilfen zur Entwicklung und Aufrechterhaltung einer Tagesstruktur, zur Durchführung bedürfnisgerechter Beschäftigungen und zur Einhaltung eines bedürfnisgerechten Tag-/Nacht-Rhythmus. (§ 124)